# Pescara Calcio 1979-1980
Questa voce raccoglie le informazioni riguardanti l'Associazione Sportiva Pescara nelle competizioni ufficiali della stagione 1979-1980.

## Stagione
A distanza di due anni, secondo tentativo del Pescara di mantenere la Serie A, questa volta con Antonio Valentin Angelillo sulla panchina abruzzese. Questo campionato verrà ricordato per fatti extra-sportivi, per lo Scandalo del Totonero che manda per la prima volta nella sua storia in Serie B il Milan che si era piazzato al terzo posto, e la Lazio che sul campo aveva ottenuto la salvezza. La terza retrocessa è il Pescara, ancora una volta ultimo in classifica con 16 punti. Altre squadre della massima serie sono state coinvolte nello scandalo, quali Perugia, Bologna ed Avellino, ma se la sono cavata con una penalità di cinque punti da scontare nella prossima stagione. Scudetto all'Inter con 41 punti, seconda la Juventus con 38 punti, non toccate dallo scandalo.
In campionato il Pescara è partito male, la prima vittoria è stata assaporata il 2 dicembre sul Napoli all'Adriatico (1-0). Ma già dopo cinque incontri, dopo la sconfitta (2-0) di Firenze, c'è stato l'esonero dell'allenatore argentino che è stato sostituito da Gustavo Giagnoni. Un cambio che non ha mutato né le caratteristiche, né le sorti della squadra biancoazzurra, sempre cenerentola fino al termine del torneo.
Nella Coppa Italia il Pescara ha giocato prima del campionato, il sesto girone di qualificazione che ha promosso ai Quarti di Finale della manifestazione il Milan.

## Rosa
| N. |                   | Ruolo | Calciatore              |
| -- | ----------------- | ----- | ----------------------- |
|    | Italia (bandiera) | P     | Gian Nicola Pinotti     |
|    | Italia (bandiera) | P     | Graziano Piagnerelli    |
|    | Italia (bandiera) | P     | Carlo Pirri             |
|    | Italia (bandiera) | P     | Gianluca Pacchiarotti   |
|    | Italia (bandiera) | D     | Giacomo Chinellato      |
|    | Italia (bandiera) | D     | Valeriano Prestanti     |
|    | Italia (bandiera) | D     | Ennio Pellegrini        |
|    | Italia (bandiera) | D     | Piergiorgio Negrisolo   |
|    | Italia (bandiera) | D     | Pietro Ghedin           |
|    | Italia (bandiera) | D     | Marino Lombardo         |
|    | Italia (bandiera) | D     | Claudio Perinelli       |
|    | Italia (bandiera) | D     | Bruno Nobili (Capitano) |

| N. |                   | Ruolo | Calciatore            |
| -- | ----------------- | ----- | --------------------- |
|    | Italia (bandiera) | C     | Giorgio Repetto       |
|    | Italia (bandiera) | C     | Loris Boni            |
|    | Italia (bandiera) | C     | Bartolomeo Di Michele |
|    | Italia (bandiera) | C     | Franco Cerilli        |
|    | Italia (bandiera) | C     | Marco Cosenza         |
|    | Italia (bandiera) | C     | Marco Domenichini     |
|    | Italia (bandiera) | C     | Claudio Eusepi        |
|    | Italia (bandiera) | C     | Maurizio Patanè       |
|    | Italia (bandiera) | C     | Matteo Santucci       |
|    | Italia (bandiera) | A     | Massimo Silva         |
|    | Italia (bandiera) | A     | Giordano Cinquetti    |
|    | Italia (bandiera) | A     | Lorenzo Livello       |

## Risultati

### Serie A

#### Girone di andata
| Arbitro: | Bergamo (Livorno) |

|                                   |           |  |
| Domenichini 12’ (aut.) Oriali 69’ | Marcatori |  |

| Arbitro: | Lo Bello (Siracusa) |

|                           |           |                                         |
| Di Michele 48’ Nobili 69’ | Marcatori | 1’ Scarnecchia 34’ Amenta 54’ Ancelotti |

| Arbitro: | Pieri (Genova) |

|                            |           |  |
| Bettega 45’, 87’ Verza 50’ | Marcatori |  |

| Pescara 7 ottobre 1979 4ª giornata | Pescara         | 0 – 0 | Ascoli | Stadio Adriatico\| Arbitro: \| Lattanzi (Roma) \| |
| Arbitro:                           | Lattanzi (Roma) |       |        |                                                   |

| Arbitro: | Benedetti (Roma) |

|                        |           |  |
| Pagliari 13’ Bruni 45’ | Marcatori |  |

| Arbitro: | Lanese (Messina) |

|               |           |             |
| Cinquetti 45’ | Marcatori | 60’ Cordova |

| Arbitro: | Milan (Treviso) |

|                          |           |  |
| E. Pellegrini 38’ (aut.) | Marcatori |  |

| Arbitro: | Mattei (Macerata) |

|                   |           |          |
| Nobili 37’ (rig.) | Marcatori | 5’ Bagni |

| Arbitro: | Paparesta (Bari) |

|                          |           |  |
| Giordano 11’ D'Amico 82’ | Marcatori |  |

| Pescara 25 novembre 1979 10ª giornata | Pescara          | 0 – 0 | Bologna | Stadio Adriatico\| Arbitro: \| D'Elia (Salerno) \| |
| Arbitro:                              | D'Elia (Salerno) |       |         |                                                    |

| Arbitro: | Reggiani (Bologna) |

|               |           |  |
| Cinquetti 72’ | Marcatori |  |

| Arbitro: | Bergamo (Livorno) |

|                 |           |               |
| V. Chimenti 36’ | Marcatori | 72’ Cinquetti |

| Arbitro: | Prati (Parma) |

|                                |           |  |
| F. Graziani 72’ P. Mariani 81’ | Marcatori |  |

| Arbitro: | Menegali (Roma) |

|                            |           |                      |
| Cinquetti 3’ Negrisolo 78’ | Marcatori | 22’ (aut.) Prestanti |

| Arbitro: | Menicucci (Firenze) |

|                                |           |           |
| Delneri 8’ (rig.) Ulivieri 44’ | Marcatori | 22’ Silva |

#### Girone di ritorno
| Arbitro: | Barbaresco (Cormons) |

|  |           |                             |
|  | Marcatori | 34’ Beccalossi 62’ Pasinato |

| Arbitro: | Casarin (Milano) |

|                          |           |  |
| Ancelotti 52’ Pruzzo 77’ | Marcatori |  |

| Arbitro: | Longhi (Roma) |

|  |           |                     |
|  | Marcatori | 14’ Virdis 89’ Brio |

| Arbitro: | Lops (Torino) |

|                                           |           |           |
| S. Boldini 46’ Scanziani 68’ Anastasi 84’ | Marcatori | 75’ Silva |

| Arbitro: | Agnolin (Bassano del Grappa) |

|               |           |                                    |
| Prestanti 52’ | Marcatori | 54’ Sella 67’ (aut.) E. Pellegrini |

| Arbitro: | Mascia (Milano) |

|                                |           |  |
| Beruatto 18’ S. Pellegrini 85’ | Marcatori |  |

| Arbitro: | Paparesta (Bari) |

|                           |           |  |
| Nobili 75’ Di Michele 88’ | Marcatori |  |

| Arbitro: | Tonolini (Milano) |

|               |           |  |
| Dal Fiume 56’ | Marcatori |  |

| Arbitro: | Lo Bello (Siracusa) |

|                              |           |  |
| Prestanti 50’ Chinellato 76’ | Marcatori |  |

| Bologna 30 marzo 1980 25ª giornata | Bologna       | 0 – 0 | Pescara | Stadio Comunale\| Arbitro: \| Ciulli (Roma) \| |
| Arbitro:                           | Ciulli (Roma) |       |         |                                                |

| Arbitro: | Terpin (Trieste) |

|                          |           |  |
| Improta 51’ Guidetti 63’ | Marcatori |  |

| Arbitro: | Michelotti (Parma) |

|            |           |                 |
| Nobili 81’ | Marcatori | 79’ E. Nicolini |

| Arbitro: | Paparesta (Bari) |

|  |           |                    |
|  | Marcatori | 7’ Vullo 77’ Pecci |

| Arbitro: | Tani (Livorno) |

|                                  |           |            |
| A. Maldera 9’, 56’ De Vecchi 69’ | Marcatori | 57’ Nobili |

| Arbitro: | Menegali (Roma) |

|                |           |          |
| Di Michele 76’ | Marcatori | 45’ Vriz |

### Coppa Italia

#### Sesto Girone
| Arbitro: | Prati (Parma) |

|                                    |           |                                      |
| Ghedin 33’ Boni 51’ Di Michele 82’ | Marcatori | 6’ Di Prete 85’ (aut.) E. Pellegrini |

| Arbitro: | Tani (Livorno) |

|                          |           |  |
| Musiello 14’ Manueli 67’ | Marcatori |  |

| Arbitro: | Paparesta (Bari) |

|                         |           |                   |
| E. Pellegrini 1’ (aut.) | Marcatori | 68’ (rig.) Nobili |

| Arbitro: | Menegali (Roma) |

|             |           |               |
| Repetto 56’ | Marcatori | 76’ Collovati |

| 8 settembre 1979 5ª giornata |  | – Turno riposo Pescara |  |  |

## Statistiche

### Statistiche di squadra
| Competizione | Punti | In casa | In casa | In casa | In casa | In casa | In casa | In trasferta | In trasferta | In trasferta | In trasferta | In trasferta | In trasferta | Totale | Totale | Totale | Totale | Totale | Totale | DR  |
| Competizione | Punti | G       | V       | N       | P       | Gf      | Gs      | G            | V            | N            | P            | Gf           | Gs           | G      | V      | N      | P      | Gf     | Gs     | DR  |
| ------------ | ----- | ------- | ------- | ------- | ------- | ------- | ------- | ------------ | ------------ | ------------ | ------------ | ------------ | ------------ | ------ | ------ | ------ | ------ | ------ | ------ | --- |
| Serie A      | 16    | 15      | 4       | 6       | 5       | 14      | 16      | 15           | 0            | 2            | 13           | 4            | 28           | 30     | 4      | 8      | 18     | 18     | 44     | -26 |
| Coppa Italia | 4     | 2       | 1       | 1       | 0       | 4       | 3       | 2            | 0            | 1            | 1            | 1            | 3            | 4      | 1      | 2      | 1      | 5      | 6      | -1  |
| Totale       |       | 17      | 5       | 7       | 5       | 18      | 19      | 17           | 0            | 3            | 14           | 5            | 31           | 34     | 5      | 10     | 19     | 23     | 50     | -27 |

### Statistiche dei giocatori
| Giocatore       | Serie A  | Serie A | Serie A     | Serie A    | Coppa Italia | Coppa Italia | Coppa Italia | Coppa Italia | Totale   | Totale | Totale      | Totale     |
| Giocatore       | Presenze | Reti    | Ammonizioni | Espulsioni | Presenze     | Reti         | Ammonizioni  | Espulsioni   | Presenze | Reti   | Ammonizioni | Espulsioni |
| --------------- | -------- | ------- | ----------- | ---------- | ------------ | ------------ | ------------ | ------------ | -------- | ------ | ----------- | ---------- |
| L. Boni         | 23       | 0       | ?           | ?          | ?            | ?            | ?            | ?            | 23+      | 0+     | ?           | ?          |
| F. Cerilli      | 19       | 0       | ?           | ?          | ?            | ?            | ?            | ?            | 19+      | 0+     | ?           | ?          |
| G. Chinellato   | 29       | 1       | ?           | ?          | ?            | ?            | ?            | ?            | 29+      | 1+     | ?           | ?          |
| G. Cinquetti    | 21       | 4       | ?           | ?          | ?            | ?            | ?            | ?            | 21+      | 4+     | ?           | ?          |
| M. Cosenza      | 9        | 0       | ?           | ?          | ?            | ?            | ?            | ?            | 9+       | 0+     | ?           | ?          |
| B. Di Michele   | 23       | 3       | ?           | ?          | ?            | ?            | ?            | ?            | 23+      | 3+     | ?           | ?          |
| M. Domenichini  | 4        | 0       | ?           | ?          | ?            | ?            | ?            | ?            | 4+       | 0+     | ?           | ?          |
| F. Eusepi       | 3        | 0       | ?           | ?          | ?            | ?            | ?            | ?            | 3+       | 0+     | ?           | ?          |
| P. Ghedin       | 18       | 0       | ?           | ?          | ?            | ?            | ?            | ?            | 18+      | 0+     | ?           | ?          |
| L. Livello      | 3        | 0       | ?           | ?          | ?            | ?            | ?            | ?            | 3+       | 0+     | ?           | ?          |
| M. Lombardo     | 16       | 0       | ?           | ?          | ?            | ?            | ?            | ?            | 16+      | 0+     | ?           | ?          |
| P. Negrisolo    | 22       | 1       | ?           | ?          | ?            | ?            | ?            | ?            | 22+      | 1+     | ?           | ?          |
| B. Nobili       | 27       | 5       | ?           | ?          | ?            | ?            | ?            | ?            | 27+      | 5+     | ?           | ?          |
| G. Pacchiarotti | 1        | 0       | ?           | ?          | ?            | ?            | ?            | ?            | 1+       | 0+     | ?           | ?          |
| M. Patanè       | 1        | 0       | ?           | ?          | ?            | ?            | ?            | ?            | 1+       | 0+     | ?           | ?          |
| E. Pellegrini   | 28       | 0       | ?           | ?          | ?            | ?            | ?            | ?            | 28+      | 0+     | ?           | ?          |
| C. Perinelli    | 1        | 0       | ?           | ?          | ?            | ?            | ?            | ?            | 1+       | 0+     | ?           | ?          |
| G. Piagnerelli  | 13       | -24     | ?           | ?          | ?            | ?            | ?            | ?            | 13+      | -24+   | ?           | ?          |
| G. Pinotti      | 16       | -19     | ?           | ?          | ?            | ?            | ?            | ?            | 16+      | -19+   | ?           | ?          |
| C. Pirri        | 3        | -1      | ?           | ?          | ?            | ?            | ?            | ?            | 3+       | -1+    | ?           | ?          |
| V. Prestanti    | 29       | 2       | ?           | ?          | ?            | ?            | ?            | ?            | 29+      | 2+     | ?           | ?          |
| G. Repetto      | 25       | 0       | ?           | ?          | ?            | ?            | ?            | ?            | 25+      | 0+     | ?           | ?          |
| M. Santucci     | 1        | 0       | ?           | ?          | ?            | ?            | ?            | ?            | 1+       | 0+     | ?           | ?          |
| M. Silva        | 25       | 2       | ?           | ?          | ?            | ?            | ?            | ?            | 25+      | 2+     | ?           | ?          |